# اجتهاد (اسم)
اجتهاد هو اسم علم مؤنث من أصل عربي، ومعناه هو من العز، ومعناه الشريفة والقوية.

## وصلات خارجية
- موسوعة السلطان قابوس لأسماء العرب